# Centris pallida
Centris pallida Fox, 1899 è una specie di ape solitaria originaria del Nord America. Non ha un nome comune accettato ma viene chiamata ape scavatrice, ape del deserto e ape pallida rispettivamente per via di ciò che fa, del suo habitat e della sua colorazione. La natura solitaria di questa ape consente un sistema di accoppiamento a doppia strategia che produce uno stato evolutivamente stabile resistente alle strategie di invasione. Queste api si sono anche evolute per resistere alle alte temperature del loro habitat naturale. C. pallida ha abitualmente temperature interne entro 3 gradi Celsius dalla morte.

## Tassonomia e filogenetica
Centris pallida fu ufficialmente scoperta e catalogata da William J. Fox nel 1899 nei dintorni di Phoenix, in Arizona. Tra le altre specie che egli scoprì si possono nominare anche Centris cockerelli, Centris errans e Sphex subhyalinus. Questa specie è strettamente correlata a C. cockerelli in termini di habitat e di genere, ma è diversa in termini di accoppiamento, colore e sottogenere. Appartiene inoltre alla superfamiglia Apoidea e alla sottofamiglia Apinae.

## Descrizione e identificazione
Questa ape è nera e densamente ricoperta da una pubescenza o pelliccia grigia sul lato dorsale. Il pelo del torace ha un colore leggermente giallo. Le gambe sono coperte da pelliccia nera e rossastra. Il lato ventrale dell'ape è ricoperto da una pelliccia brunastra o giallo scuro. Le ali sono abbastanza trasparenti tranne per le vene nere che le attraversano. I maschi e le femmine hanno dimensioni simili intorno ai 16-17 millimetri con la differenza che i maschi hanno gli occhi di colore più giallo e il pelo del torace più chiaro mentre le femmine hanno gli occhi di colore più verde e il pelo del torace più marrone che grigio.

## Distribuzione e habitat

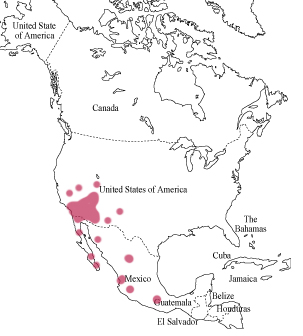
Areale di distribuzione

Centris pallida abita gli ambienti caldi e asciutti del Nord America come Arizona, Nevada, California meridionale, New Mexico e Messico occidentale. È molto comune (soprattutto in Arizona), ed è quindi classificata come rischio minimo in termini di conservazione. La pelliccia e l'esoscheletro di colore scuro consentono a queste api di sopravvivere alle fredde notti nel deserto, mentre sono quasi completamente inattive durante il giorno per evitare il surriscaldamento, nascondendosi all'ombra o nelle tane.

## Ciclo vitale

### Costruzione della camera
Una volta che la femmina di C. pallida avrà trovato un posto per il suo nido, questa scaverà diagonalmente verso il basso per circa 12 pollici (30 cm). Alla fine di questo tunnel, scaverà una camera verticale lunga 1 pollice (2,5 cm) nella quale depositerà l'uovo. Alla fine la camera si troverà a circa 8 pollici (20 cm) sotto la superficie. Qui la femmina formerà una covata rivestita di cera. La covata conterrà nettare e polline similmente al pane d'api di altre api ma ha la consistenza della melassa invece di essere solido. L'uovo viene deposto sopra il pane d'api e sigillato con della cera, e il tunnel è parzialmente riempito di terra per proteggere l'uovo. Una femmina può creare molte tane durante la sua vita.

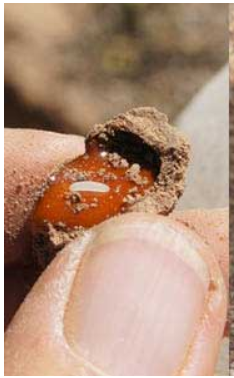
Larva su pane d'api arancione, colore dovuto al polline di C. microphyllum

### Dopo la schiusa
L'uovo si schiuderà entro due settimane e la larva mangerà il nutrimento lasciato dalla madre. La quantità di pane d'api fornita influenzerà direttamente le dimensioni della prole (più cibo = taglia più grande). Quando il cibo è stato mangiato e la larva si è completamente sviluppata, la larva si trasformerà in una prepupa. Nel corso di undici mesi, la prepupa subirà una metamorfosi per diventare un'ape adulta. L'ape adulta scaverà quindi in superficie verso la fine di aprile o all'inizio di maggio e vivrà per circa un mese. Alla fine di luglio non è praticamente più possibile trovare C. pallida.

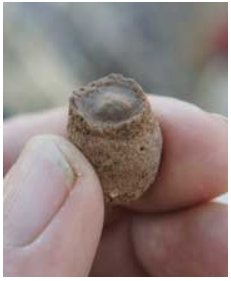
Covata di Centris pallida

## Dieta
La Centris pallida si nutre tipicamente dei fiori in grado di resistere alle temperature calde del suo habitat. Queste piante includono Cercidium microphyllum e Cercidium floridium, Olnyea tesota e Larrea divaricata. Il polline del C. microphyllum è il più comune e conferisce al pane d'api un forte colore arancione. A causa del grande dispendio di energia da parte dei maschi durante il volo stazionario e/o il pattugliamento, devono consumare giornalmente una quantità di nettare pari a circa 3,5 volte il loro peso corporeo.

## Comportamento

### Accoppiamento
I due principali tipi di comportamento dei maschi di C. pallida sono il pattugliamento e il volo stazionario, strategie che vengono utilizzate anche per trovare le compagne. I "pattugliatori" volano a 3-6 centimetri dal suolo alla ricerca dei luoghi da cui emergeranno le femmine verginisepolte. Quando un'ape maschio trova tale sito, scaverà 1-2 centimetri nel terreno rosicchiandone la superficie con le mascelle e usando le zampe anteriori per rimuovere la terra dal fosso. Se viene trovata una femmina, tenterà di accoppiarsi con lei in superficie o in un fiore o albero vicino. Altri pattugliatori a volte tenteranno di rubare un punto di scavo che un altro maschio ha trovato. Se un'ape ha già trovato una femmina, un altro maschio in pattuglia può separare il maschio dalla femmina in modo che possa accoppiarsi al suo posto. Il più delle volte la femmina (una volta trovata) acconsentirà all'accoppiamento con il maschio che l'ha trovata o con un intruso.
Gli "stazionatori", invece, utilizzano una strategia molto diversa che si basa sui limiti intrinseci della strategia dei pattugliatori. Le femmine non si sarebbero accoppiate con un pattugliatore se non fossero state trovate prima di emergere, o se fossero partite mentre il maschio che le aveva trovate stava combattendo contro un rivale. Gli stazionatori aspetteranno o vicino alle piante, anche non fiorite, nei dintorni delle aree da cui sbucano le femmine, o vicino agli alberi e agli arbusti fioriti ben lontani dalle aree di affioramento. Queste api si libreranno ovunque da pochi centimetri a otto metri nell'aria. Poiché i pattugliatori generalmente guardano il terreno per trovare i punti in cui le femmine sono sepolte, gli stazionatori hanno meno concorrenza su quelle fuggite. I maschi che si trovano vicino alle aree di affioramento sono in grado di individuare rapidamente eventuali femmine che si sono allontanate dai pattugliatori, mentre quelli lontani sorvegliano le piante da fiore nella speranza che le femmine vergini arrivino in cerca di cibo. Inoltre, le aree a basso affioramento hanno meno probabilità di essere pattugliate e quindi più femmine emergono senza copulare.

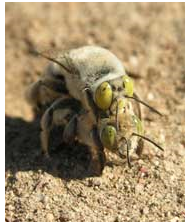
Maschio sopra una femmina

#### Feromoni
I maschi di C. pallida sono in grado di rilevare i feromoni rilasciati dalle femmine e di utilizzarli per localizzare le loro tane. Quando una femmina vergine sta per emergere dalla sua buca, rilascia un aroma che si diffonde nel terreno e viene rilevato dalle antenne dei maschi, che hanno un senso dell'olfatto molto acuto. Per eseguire alcuni test volti a sperimentare se anche il suono ha un ruolo nella segnalazione, sono state sepolte alcune femmine appena uccise. I maschi hanno dissotterrato lo stesso le femmine morte, dimostrando che la segnalazione tramite feromoni è l'unica via. È stato anche osservato che i maschi riesumano altri maschi. Ciò significa che maschi e femmine vergini emettono feromoni simili. Stranamente, i maschi a volte scavano anche altre specie di api scavatrici, ma al momento non è noto il motivo per cui ciò si verifica.

### Comportamento di pattuglia
Esiste una correlazione tra dimensioni dei maschi e loro possibilità di diventare pattugliatori o stazionatori. I pattugliatori tendono ad essere i più grandi in modo che possano meglio proteggere e accoppiarsi con le femmine emergenti. I maschi più piccoli di solito non sono in grado di competere parimenti e quindi devono trarre il meglio da una posizione di svantaggio dei più grandi, diventando così stazionatori. Ogni gruppo ha un diverso insieme di comportamenti. I pattugliatori si muovono su un ampio spazio contenente molti altri pattugliatori. Di solito, questi frequenteranno sempre gli stessi punti nel corso della loro vita. Dal momento che l'area è così vasta, il costo per difenderla dagli altri pattugliatori sarebbe molto maggiore dei potenziali benefici dell'accoppiamento, quindi questi maschi mostrano pochissima territorialità combattendo solo quando una femmina riproduttiva è vicina. Al contrario, ogni stazionatore si stanzia in un'area di circa un metro di diametro, che non si sovrappone mai con quelle degli altri stazionatori. Qualsiasi oggetto in rapido movimento (es. Ape, libellula, foglia, ecc.) che entra in un territorio verrà rapidamente inseguito. Questo inseguimento consente all'ape maschio di determinare se si tratta di una femmina non accoppiata o un maschio nemico che si trova nel suo territorio. Se è un'ape maschio, il proprietario del territorio la scaccerà, ma non oltre il confine. Ciò che è interessante è che ogni giorno (o anche dopo alcune ore) il titolare del territorio abbandonerà l'area per stabilirsi in una nuova zona. Spesso il maschio non tornerà mai nell'area lasciata libera, che verrà rilevata da un altro maschio. Ciò dimostra che gli stazionatori mostrano un basso attaccamento a un posto fisso ma una forte territorialità. Il rapporto tra pattugliatori e stazionatori si mantiene equilibrato e rappresenta una strategia evolutivamente stabile. Se più maschi diventano pattugliatori, gli stazionatori trarranno vantaggio dalla concorrenza ridotta e i geni degli stazionatori si diffonderanno fino a quando non verrà ripristinato il rapporto stabile. La stessa cosa accadrà se più maschi diventano stazionatori.

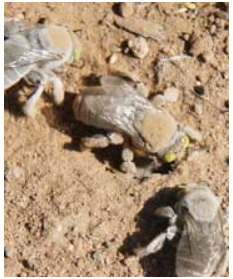
Maschi di Centris pallida in cerca di femmine

### Comportamento di approvvigionamento femminile
Le femmine più grandi sono in grado di controllare meglio le dimensioni della loro prole. Come affermato nella sezione Ciclo vitale, più pane d'api comporta una prole più grande in termini di dimensioni. Le femmine più grandi sono in grado di raccogliere più polline e nettare in un lasso di tempo più breve rispetto alle femmine più piccole. Ciò significa che durante periodi di abbondanza, le femmine più grandi possono avere una prole con una maggiore forma fisica, mentre durante periodi di scarsità, le femmine avranno una prole più minuta. Esiste un limite minimo per quanto può essere piccola la prole e, quindi, le femmine più piccole non possono effettuare questa riduzione o aumentare le dimensioni in risposta all'ambiente. Le femmine più piccole sono ancora in grado di esistere poiché le femmine più grandi non possono trarre vantaggio dall'avere una prole più grande quando la densità dei terreni di nidificazione è bassa. Per dirla in altro modo, i figli maschi più grandi sono meno efficaci nei terreni di nidificazione a bassa densità poiché non hanno tante opportunità di usare la loro taglia per combattere altri maschi; così, nei terreni di nidificazione a bassa densità, i maschi piccoli e grandi hanno una forma fisica simile, il che significa che il pane d'api extra che il maschio più grande ha ricevuto non è servito a nulla. I maschi più piccoli, invece, hanno la meglio nelle aree a bassa densità perché non devono combattere tanto con maschi più grandi e, per estensione, consumano meno energia. Questa mancanza di una ragione per produrre una prole più grande riduce la forma fisica delle femmine più grandi poiché devono scavare tunnel più larghi per entrarvi e produrranno una prole di dimensioni inferiori.

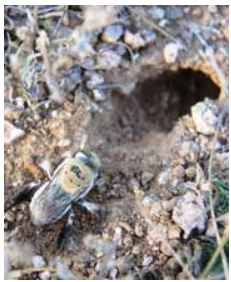
Femmina di Centris pallida che scava

## Interazioni interspecifiche

### Mortalità ambientale
Gli uccelli del deserto e le lucertole sono i principali predatori di C. pallida, mentre possono essere parassitate dal coleottero meloide Tegrodera erosa; tuttavia, la pioggia è la più grande minaccia per queste api. Di notte e durante il caldo del giorno, le C. pallida si nascondono sotto rocce, alberi, nelle tane, ecc. Quando piove, le api possono bagnarsi, ma se sono in una tana, potrebbero annegare facilmente. Se, invece, sono riparate sotto qualcosa, quando arriva la notte, possono morire congelate a causa delle basse temperature del deserto. Poiché queste api sono solitarie, non hanno la protezione di un alveare o di una colonia; quindi, sono più suscettibili.

### Batteri
Quattro varietà di batteri sono state trovate nel pane d'api della larva: Bacillus circulans, B. coagulans, B. firmus e B. megaterium, tutte appartententi al genere Bacillus. Insieme, queste quattro specie sono state in grado di idrolizzare l'amido, fermentare il glucosio, convertire i nitrati in nitriti e produrre diidrossiacetone dal glicerolo, oltre che abbassare il pH del pane d'api. Queste funzioni servono non solo a proteggere la larva da altri batteri, ma digeriscono anche molecole complesse che consentono alla larva di assorbire facilmente i nutrienti senza spendere molta energia. I batteri, a loro volta, ricevono una scorta di cibo che si traduce in una relazione mutualistica.

## Regolazione della temperatura
Le Centris pallida sono in grado di resistere a temperature interne molto elevate rispetto ad altre api. I maschi hanno regolarmente temperature toraciche intorno ai 48-49 gradi Celsius. Se la temperatura toracica si alza fino ai 51-52 gradi Celsius, l'ape si paralizza e muore. Gran parte del raffreddamento si verifica per irradiamento del calore dall'addome. Per prevenire il surriscaldamento, C. pallida ha una conduttanza toracica (velocità di trasferimento del calore dal torace all'addome) molto elevata che è del 45% superiore a quella degli sfingidi della stessa dimensione. Oltre a questa elevata conduttanza toracica, non è stato trovato nessun altro meccanismo che aiuti l'ape a ridurre la sua temperatura interna. C. pallida non sembra sfruttare il raffreddamento per evaporazione come fanno le api mellifere e i bombi.

## Importanza
Centris pallida ricopre numerosi ruoli per l'ambiente. Come la maggior parte delle altre api, sono essenziali per l'impollinazione. Nello specifico, impollinano cactus, salici del deserto e parkinsonie. L'abilità di queste api a scavare tunnel permette di arieggiare il terreno e questo consente all'acqua dalla pioggia di raggiungere rapidamente le radici delle piante. Le loro feci ricche di azoto fertilizzano il terreno. Le loro punture sono lievi, quindi non sono pericolose. L'unico aspetto negativo per l'uomo è che il loro scavare può lasciare tumuli antiestetici: se un'area ha una grande densità di femmine scavatrici, allora questi tumuli possono essere abbastanza evidenti e sono difficili da eliminare.